# Тимоново (Белгородская область)
Тимоново — село в Валуйском районе Белгородской области. Центр Тимоновского сельского поселения.

## История
Село Тимоново было основано в конце XVII века. Свое название деревня получила от имени казака Тимки, который в это время поселился здесь.
Во время коллективизации на территории Тимоновского сельского Совета было создано три колхоза. Председателем одного из которых работала Подолякина Акулина Михайловна, которая 22 ноября 1942 года была зверски замучена и расстреляна в Костевском лесу вместе со своим сыном.
Всего в годы войны из Тимоново были призваны 540 человек; не вернулись – 120; умерли от ран – 302 человека.

## Население
| 1859 | 1897 | 2002 | 2010 |
| ---- | ---- | ---- | ---- |
| 750  | ↗764 | ↘540 | ↘479 |